# Aleksej Kuzmitjov
Aleksej Viktorovitj Kuzmitjov, ryska: Алексей Викторович Кузьмичёв, född 15 oktober 1962 i Kirov, är en rysk företagsledare och entreprenör som är medgrundare till investmentbolagen Konsortsium Alfa-Grupp och The Letterone Group samt energibolaget L1 Energy tillsammans med Michail Fridman och German Chan. Den amerikanska ekonomitidskriften Forbes rankar Kuzmitjov som den 15:e rikaste ryssen samt världens 205:e rikaste med en förmögenhet på $ 7,1 miljarder den 15 maj 2018.
Han avlade en examen vid Natsionalnyj Issledovatielskij Universitet.
Innan han blev entreprenör, tjänstgjorde han i Röda armén som radiooperatör med placering i bergsområdet Transbajkal vid den dåvarande sovjetisk-kinesiska-gränsen.